# 무이스카인

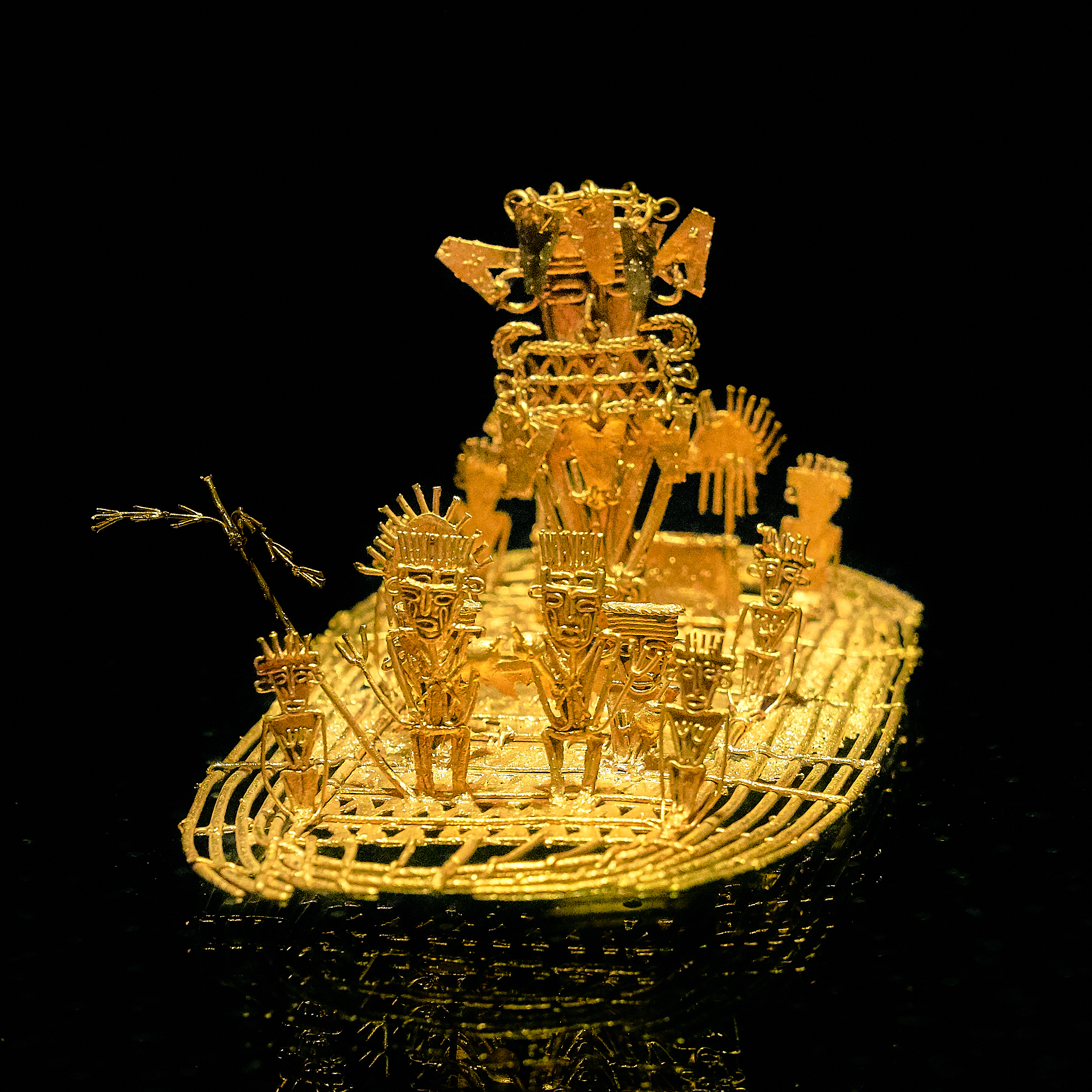
엘도라도 뗏목이라고도 불리는 무이스카인의 금제 조각품인 무이스카 뗏목.

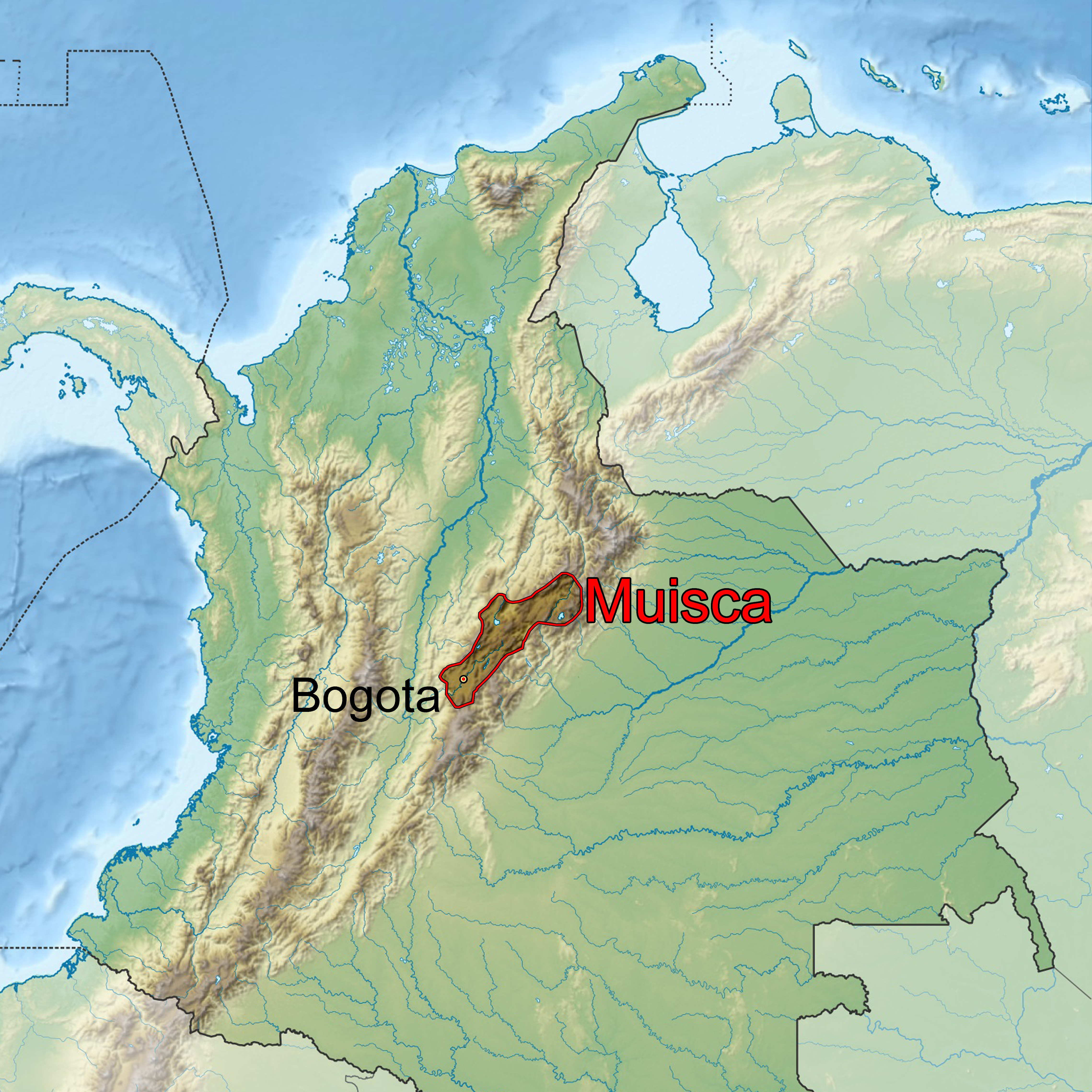
콜롬비아 무이스카의 위치.

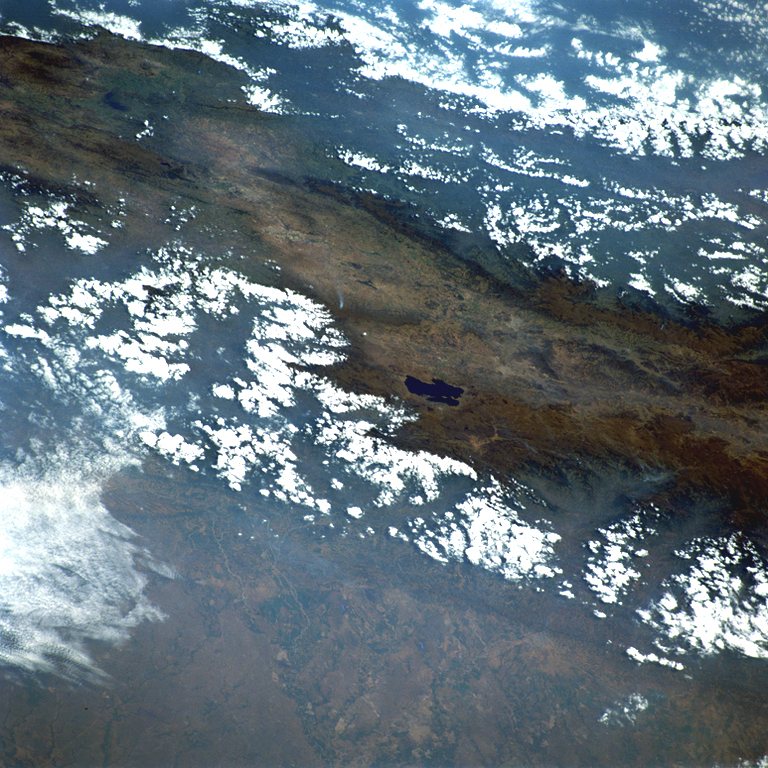
콜롬비아 안데스 산맥의 동부 산맥의 전망
토타 호수가 선명하게 보인다.

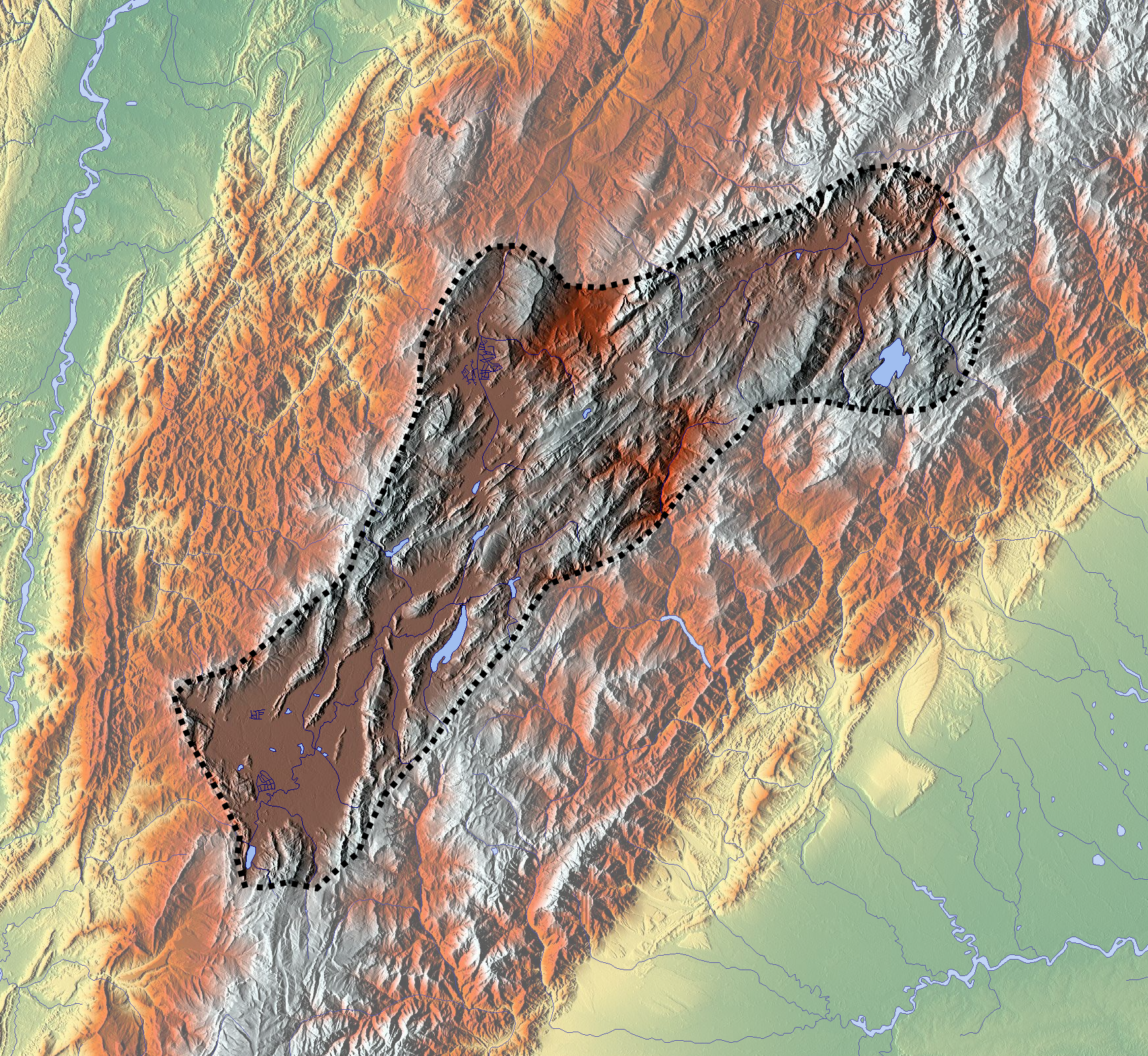
동부 산맥의 알티플라노 쿤티보야센스; 무이스카의 영토

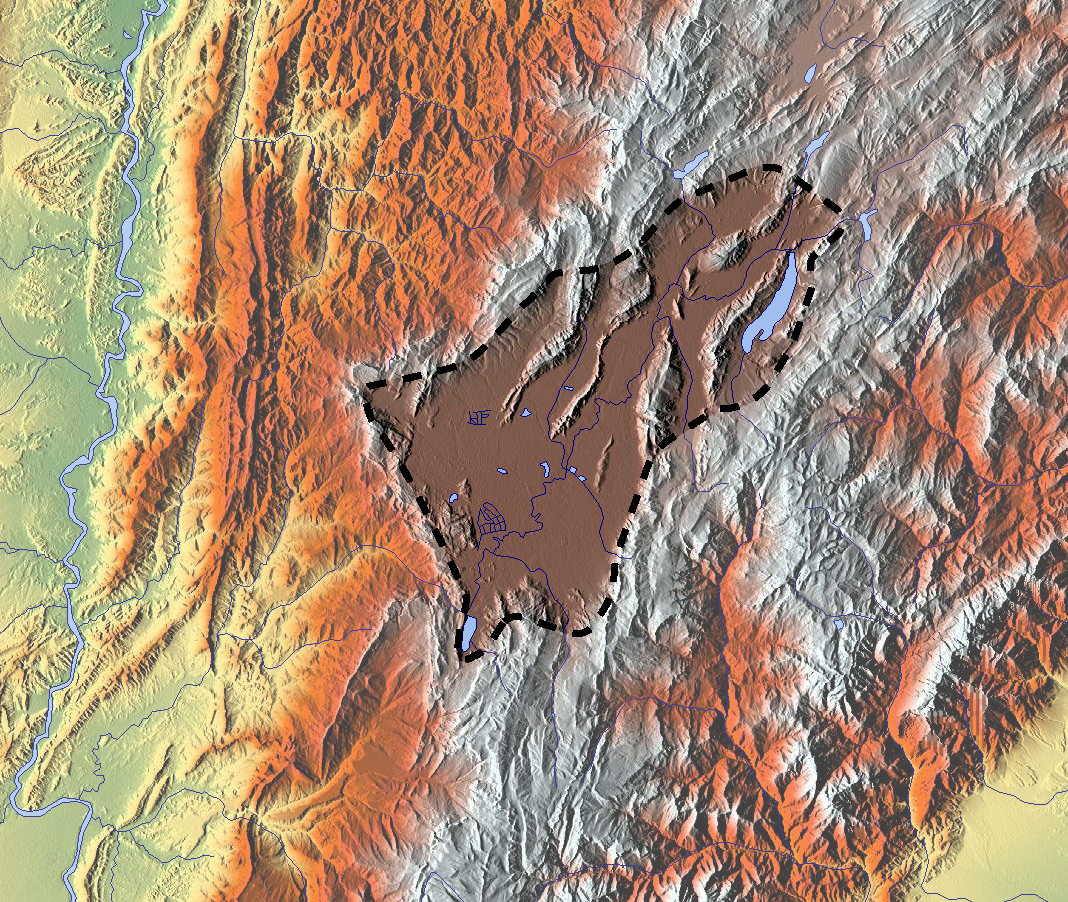
남서부 알티플라노; 보고타 사바나, 남쪽 무이스카의 영토

무이스카인(Muisca) 또는 치브차인(Chibcha)은 콜럼버스 이전 시대에 무이스카 연맹을 형성하고 치브차어족에 속하는 무이스카어를 사용하던 콜롬비아의 원주민 집단이다. 엘도라도 전설과도 관련이 있다.